# One Call Away (canção de Charlie Puth)
"One Call Away" é uma canção do cantor norte-americano Charlie Puth, gravada para o seu álbum de estreia Nine Track Mind. Foi composta pelo próprio intérprete com o auxílio de DJ Frank E, MoZella, Matt Prime, Breyan Isaac, sendo que DJ Frank E e Prime também estiveram a cargo da produção. O seu lançamento ocorreu a 20 de agosto de 2015, através da Atlantic Records, servindo como segundo single do disco.

## Faixas e formatos
| Download digital |                 |         |  |
| N.º              | Título          | Duração |  |
| 1.               | "One Call Away" | 3:14    |  |

| CD single |                                    |         |  |
| N.º       | Título                             | Duração |  |
| 1.        | "One Call Away"                    | 3:12    |  |
| 2.        | "One Call Away" (remix) (com Tyga) | 3:12    |  |